# Tabanus americanus
Tabanus americanus är en tvåvingeart som beskrevs av Forster 1771. Tabanus americanus ingår i släktet Tabanus och familjen bromsar. Inga underarter finns listade i Catalogue of Life.